# 大型多人在线角色扮演游戏
大型多人在线角色扮演游戏（英語：massively multiplayer online role-playing game，MMORPG）為電子遊戲的一種，是電子角色扮演遊戲按電子遊戲人數分類分別出來的一種網絡遊戲。在所有MMORPG中，玩家都可扮演一个或多个虛擬角色，并控制该角色在遊戲中虛擬世界的活动與行為。大型多人在线角色扮演游戏与单机游戏（例如三国志、魔獸爭霸系列）和其他小型的、由多人参加的角色扮演游戏（例如反恐精英）的区别在于：大型多人在线角色扮演游戏具有一个持续運行的虚拟世界，玩家离开游戏之后，这个虚拟世界仍在网络游戏运营商提供的主机服务器里继续存在，并且不断演进，直至遊戲終止運作。

## 概述
大型多人在线角色扮演游戏使用客户端-服务器结构，分为客户端和服务器端两部分。玩家透过客户端软件扮演虚拟世界中一名角色，而服务器端則负责主持玩家身处的虚拟世界。服务器端通常由游戏代理商提供，而玩家的资料則会被保存在服务器端。玩家从客户端通过互联网连接，登陆服务器端后才能进入游戏。登入游戏中的世界後，便能與來自世界不同地方的其他玩家進行實時互動。在正常情況下，大型多人在线角色扮演游戏的開發商需負責管理游戏中的虚拟世界，以及不断為游戏作出更新，以留住玩家及吸引其他人來玩該游戏。
由於大部分大型多人在线角色扮演游戏都是以商业模式经营，玩家必須购买或從网络上合法地下載游戏的客户端，通常游戏客户端都可從游戏的官方网站中免费下載。為了可以成功连接到游戏的虚拟世界，玩家還可能需要每月繳付費用給游戏代理商，以換取游戏点数，並透過使用游戏点数，继续在虛擬世界中遊玩。近年來也出現所謂「免費」遊戲，即不再按遊戲時間計費，玩家在遊戲中的普通行為都免費，而運營商通過增值服務，即讓玩家购买点卡，然后將点数折算成正常游戏中无法得到的「货币」，并以此货币购买特殊虚拟商品及服务功能。
游戏的过程，是玩家扮演的角色和其它玩家控制的角色在网络虚拟空间中实时互动。而非玩家扮演的角色（即NPC）则往往是在游戏中提供服务的人物，如銷售虚拟物品、提供任务等。

## 历史
大型多人在线角色扮演游戏的起源可追溯到1970年代的下列遊戲：
- 沒有任何圖像的MUD網路遊戲；
- 以文字為本的電腦遊戲，如Adventure、Dungeon和Zork；
- 以紙筆作遊戲工具的桌上角色扮演遊戲，如龍與地下城。
- 最早的圖形化大型多人在线角色扮演游戏為Nexon於1996年4月開始營運的「風之王國」（바람의 나라）[1]與3DO於1996年9月開始營運的「子午線59」（Meridian 59）。
- 真正使大型多人在线角色扮演游戏成為風潮的遊戲為Origin於1997年9月發行的網路創世紀，簡稱UO（Ultima Online）。

2007年，MMOCrunch網站列出大型多人在線角色扮演遊戲史上五大事件：
1. 不列顛王遇刺事件 發生於網路創世紀1997年8月8日
在1997年8月8日於網路創世紀beta測試的一場公開演講中，名為Rainz的玩家對不列顛王施展火場法術，令人意外地，該法術殺死了不列顛王──該角色本應是無敵的NPC。Starr Long表示這是人為疏失，該事件發生前不久，遊戲崩潰了，Richard Garriott（不列顛王的操作者）重新登入時忘記選取無敵選項，才導致該事件發生。
2. 利若·傑克因斯 發生於魔獸世界
3. 大劫掠 發生於星戰前夜 2005年11月
Guiding Hand Social Club (GHSC)公司，一個遊戲內的公司，花了一年時間滲透進目標公司（也是遊戲中的公司），最後劫掠該間公司，同時在遊戲中殺了該公司的CEO。根據PC Gamer，劫掠的物資的現實價值達美金16,500元。最特別的是，這起事件依據遊戲規則是「合法的」。
4. 瘟疫爆發 發生於魔獸世界 2005年9月
5. 擊殺沉睡者 發生於無盡的任務 2003年11月15日至17日
Rallos Zek PvP伺服器的三個頂尖公會動用超過180個玩家耗時3小時，擊殺Kerafyrm（沉睡者）。牠的血量是大部分《無盡的任務》的BOSS的50倍以上。

## 世界觀
一般来说，网络游戏的故事情节叙述上没有单机游戏那样强，但游戏设计者也设计了一定的以游戏任务形式出现的情节线索。这也被称为“主线任务”，一般玩家通过这些主线任务逐步转移游戏区域。由于网络游戏的多人参与性，其故事不可能像单机那样只针对玩家一个人。因此，游戏中通常有众多玩家集中争夺一件任务物品的情况。

## 人物觀

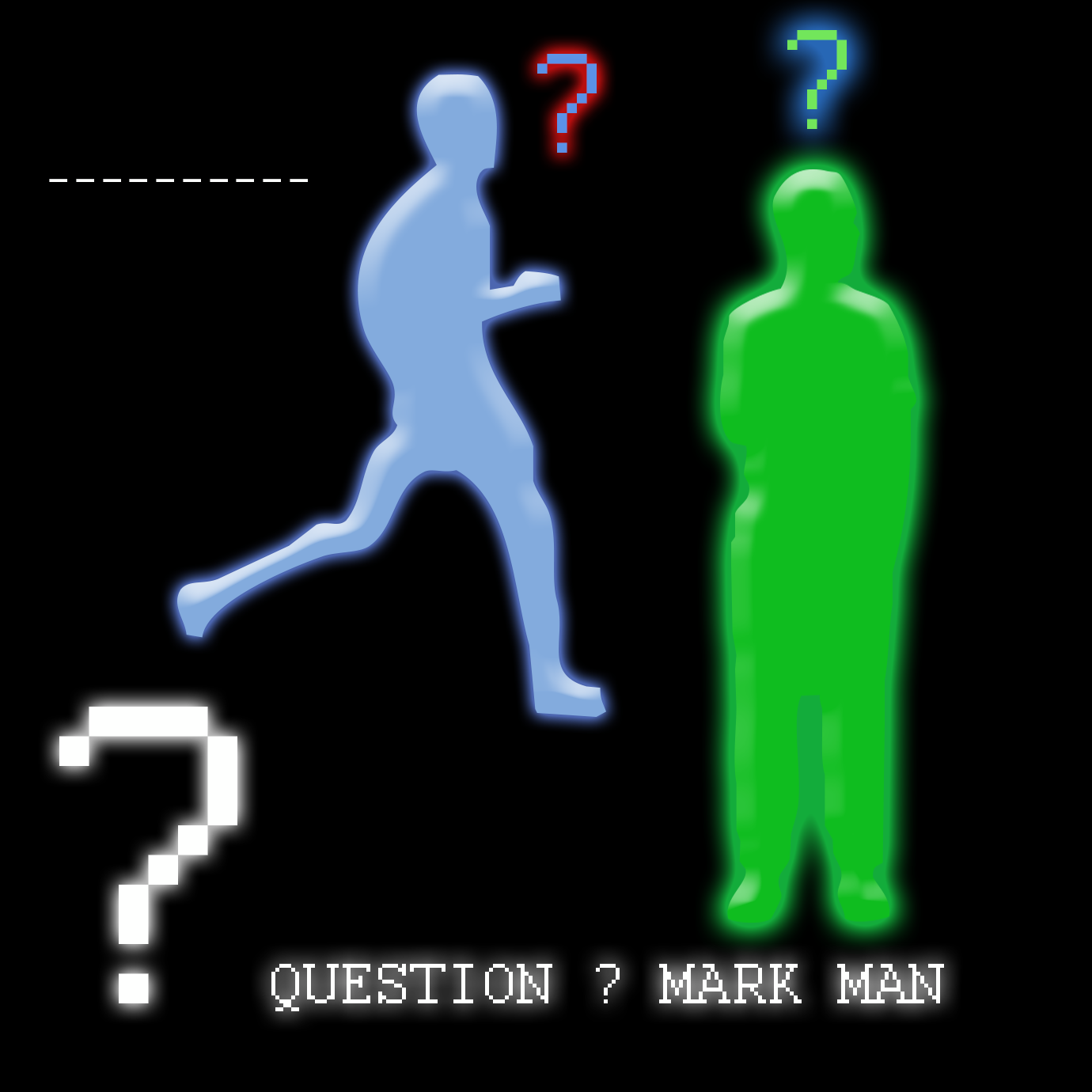
頭上戴有特殊符號的NPC作為遊戲劇情推進的關鍵，是MMORPG常用方式。

與大部分的電子遊戲不同，大型多人在线角色扮演游戏不單只提供與其他玩家互動的機會，而是讓玩家建立一個自己的個人背景，成為網路社群的一分子，並建立起自己的聲譽。大部分東亞地區的大型多人在线角色扮演游戏都提供這項功能。這類型的大型多人在线角色扮演游戏會提供不同職業讓玩家去扮演或不同的專門技能讓玩家去學習。
由于較高的人工智能系統尚不能在現有大型多人在线角色扮演游戏中出現，以致網絡遊戲往往對每位玩家都是同一個任務背景，因此一些「英雄救世界式」大型多人在线角色扮演游戏中，人人都是「被選中的人」來充當英雄。
此外，在傳統角色扮演遊戲中，玩家經常扮演一位最後會成為英雄的角色；而大型多人在线角色扮演游戏中，所有玩家起初都是一個小角色，玩家可以自行選擇是否要成為“人上人”。但是，在大多數大型多人在线角色扮演游戏中，即使玩家在玩家群體中最優秀，也無法單獨對抗遊戲中某些怪獸，需要許多玩家共同戰鬥。
儘管如此，現今玩家通常都能在大型多人在线角色扮演游戏中體驗到RPG的“英雄式角色”。大部分大型多人在线角色扮演游戏都提供“任務”讓玩家去完成。“任務”通常都只能被一個角色完成一次，也有不限次數以及定時任務存在。每個任務均可被每個角色完成。完成任務後，通常都會得到一些遊戲中的獎勵。遊戲中與任務有關的NPC及物件會因實行任務的角色的背景的不同而作出不同的反應，但不會發生一些會影響遊戲中其他玩家的重要改變。為提高玩家之間的合作性，通常一個角色不能單憑自己的個人力量去完成遊戲所有任務。
亦有小部分大型多人在线角色扮演游戏可讓玩家組成小組來統治虛擬世界中的一小部分。

## 常规系統设计
虽然现代MMORPG游戏林林總總，但是它們都有一些共同特徵，包括：持久化的游戏世界、某种升级机制、社会交互机制、游戏内文化、好友团体、自定义角色等。

### 游戏主题
大多数流行的MMORPG主题都来自传统的魔幻主题，比如龙与地下城；有一些游戏混合或者替换了一些元素比如科幻小说、剑与武术、犯罪等等。另外，还有一些来自知名的动画、小说或其他体裁，通常这些游戏都有某种类似任务或者探索的要素来促进游戏剧情的发展。

### 升级机制
在几乎所有的MMORPG中，角色升级是一个最主要的游戏目标。几乎所有MMORPG都有某种角色升级系统，玩家通過某些行为来获取"经验"以提升角色等级，从而使他们的角色更強大。传统上，与怪物战斗或者个人或者组队完成一些NPC的任务，是获取经验值的最常見方式。另外，积累财富在很多游戏中也是一种升级的方式，这也通常通过战斗来完成。这些机制产生了一个循环：战斗获得更好的物品，更好的物品可以和更强的敌人战斗，这种循环通常被称之为"推磨"。
某些MMORPG没有限制玩家的等級，这让他们可以不断地获取经验值。使用这种机制的MMORPG通常会将等级最高的一批玩家（他们的角色或者他们的游戏数据）公布在他们的网站上，作为一种荣耀的象征。另一种更常见的机制是设定一个玩家可以达到的最高等级，通常被称之为等级上限，一旦到达，玩家就不能继续提升等级。这时玩家继续玩下去的动机就是收集更多的游戏金币，或者更好的装备道具。通常，满级装备（或者是只有在很高级别才能使用的稀有装备）在游戏中是一种荣耀的象征，从而把他们和那些低等级的玩家区分开来，这种装备通常也被称之为“毕业套装”。
另外一种常见的情况是在MMORPG中，很多玩家在满级之后的需求是和其他高级玩家去猎杀游戏中的高级BOSS，这很多时候要求玩家把他们的生活作息作出调整。

### 職業设计
大型多人在线角色扮演游戏的職業通常分為三個系列：「攻擊系」、「防禦系」及「輔助系」。
- 攻擊系職業拥有强大的对外攻击力及大量「群體攻擊技能」，但自身防御能力比較弱。还可细分为“近战”和“远攻”型，前者擅长近身格斗，而后者擅长远程攻击。
- 防禦系職業本身攻击力一般以下，但具有很强的防御能力跟血量。
- 控場系職業本身攻擊力一般以下，但有其他職業所沒有的下毒、限制、束縛敵方、給敵方負面附加狀態的技能等。
- 醫療系職業自身幾乎沒有強大的攻擊和防禦，但有其他職業所沒有的治療能力，能給予隊伍正面效果狀態的附加技能。

一些大型多人在线角色扮演游戏也取消了職業差異，改為屬性點數分配模式，玩家升級或使用道具都可以得到一些屬性點，玩家可自行分配，調配出適合自己的角色。但玩家為了角色能高人一等，一般仍然按照傳統的職業趨勢分配屬性，致使這項功能并沒有帶來太多改變。
在各大型多人在线角色扮演游戏中，各職業的名稱可能有少許變化，但其本質大致相同。MMORPG中，各職業有其優點及缺點，但能與其他職業互補不足，以提高玩家的互動性。
不同的遊戲背景，會有不同的職業：
- 以中國古代作為遊戲背景的MMORPG，大多以武俠為題材。常見的職業有：攻击型的劍客、刀客、刺客、力士等，法術及輔助型的藥師、符師、和尚、術士、道士等。
- 以歐洲、韓國中世紀或以其作背景的遊戲中，常見的職業有：防禦系的騎士，攻击系的戰士、舞者、盜賊、槍手、弓箭手、法師等，以及輔助系的商人、牧師、吟游诗人等。

更有完全無視職業設計的大型多人在線角色扮演遊戲（如：瑪奇），以種族來作為區分種族間差異化的技能或是種族特性，其餘一般共用技能是種族間都能共有且一定程度上的學習。

### 人際关系
大型多人在线角色扮演游戏為提高玩家的互動性，建立與其他玩家的友誼關係，甚至更進一步的關係如愛情關係，都會有各種不同的人際系統。遊戲中最常見的人際關係是朋友關係。

#### 好友
大部分的大型多人在线角色扮演游戏都有讓玩家可以與其他玩家結成好友的系統。在大部分的MMORPG中，與其他玩家結成好友都不需要付出任何代價，只要經過對方的同意，便可以將該名玩家加入好友名單。結成朋友通常不會在遊戲中獲得實際利益，有的遊戲也添加「好感度」系統，即好友組隊殺敵，可以積累好感，好感度達到一定程度，才可以發展更高關係。

#### 師徒
為了讓低等級玩家更輕鬆地提升等級，大部分的MMORPG都提供讓高等級玩家與低等級玩家結成師徒關係的系統。部分遊戲會要求其中一名玩家付出小量虛擬貨幣才能建立師徒關係，亦有部分遊戲無需兩位玩家付出任何虛擬貨幣，但須兩名玩家同時與遊戲中某位特定的NPC聯絡。當兩位玩家成功建立師徒關係後，作為徒弟的低等級玩家通常能在與作為師傅的高等級玩家組隊升級時享受到快速升級的好處；而師傅則通常會獲得遊戲中的一些回報。也有按扮演師傅的角色所帶徒弟數量給于榮譽稱號的設計。

#### 情侶及夫妻
由於部分玩家會透過MMORPG來結識戀人，大部分大型多人在线角色扮演游戏都會提供讓玩家成為情侶，甚至成為夫妻的系統。成為情侶通常不需要任何代價，而成為夫妻則通常需付出一筆龐大的虛擬貨幣，而回報則通常是一件遊戲中的禮服或婚紗（視乎遊戲背景不同，可能會更變為其他民族的傳統婚禮服飾）或戒指或可以使出一些合作技能，組隊獲得更多經驗，以及其他特殊功能。

### PK系統
PK，為英文Player Kill、Player Killing、Player Killer或Player Killed的縮寫；又名PvP，為英文player versus player的縮寫。
一些MMORPG的玩家（尤其大中華地區）嚮往玩家對戰系統，但不受限制的PK系統對於新玩家是十分厭惡的，因為他們極容易被其他較高等級的玩家角色殺害。大部分大型多人在线角色扮演游戏為了解決這個問題，會使用不同的方法，比較常見的是將遊戲中的PK系統設定為可選的或必須經雙方同意才可進行。有甚者，要求玩家到達一些特定地點才能進行PK，通常該地點會被命名為“競技場”。有的則要求玩家角色到達一定等級才能進行PK。還有的只能讓玩家角色與其他等級相近的玩家角色進行PK。一般PK死亡的一方會掉落一定數量的虛擬物品，勝利的一方會因情況不同而名字顯示變為紅色（殺人犯），或變白（殺人犯殺死另一殺人犯），甚至獲得榮譽（普通人殺死殺人犯）。有部分大型多人在线角色扮演游戏將PK改為「競技」，區別在于，競技情況下，戰敗的玩家不會損失物品，且退出競技后，所有參數不變。但戰勝者仍會獲得一定獎勵。有一小部分MMORPG並不提供PK系統，主要原因是不想宣揚暴力。

## 遊戲外掛
游戏外挂是一种由玩家自行制作，利用游戏漏洞获得非法游戏利益的工具，它會破坏游戏的设计平衡性，故开发外挂是游戏运营商严厉打击的行为。

### 私人伺服器
一些大型多人在线角色扮演游戏有私人伺服器。私人伺服器（簡稱私服）通常是由一些玩家通过各种途径（甚至黑客行为）获取服务器端来搭建，而且大多是免費或道具收费。但是有一部分私服則希望玩家捐贈金錢，有時是為了換取遊戲中的利益。私服通常比起官服有較高的經驗值獲得與較高的寶物獲得機率，滿足一般玩家享受高能力的滋味。私服仍然顯著地沒有官服（官方伺服器）那麼流行，主要是因為通常私服只能容納小量玩家同時在線，比起官服少得多。

## 玩家行为
大型多人在线角色扮演游戏中“小白”一詞，通常用來形容做出新手行為、搶怪、偷寶、洗頻等厭惡性行為的玩家。是由白目簡化而來的俗語，原與白目同意，後來成為網路遊戲專用語。
- 新手行為：泛指經常伸手向高等級玩家拿虛擬寶物（要裝）、或經常向高等級玩家要求組隊幫忙打怪或借吸Exp（帶練）等。
- 搶怪：指玩家潜伏在其他正在攻击怪物的玩家旁边，待怪物生命将盡再冲上前补上一击，以获得怪物掉落的物品。或未經同意就攻擊其他玩家正在攻擊的怪物。
- 偷寶、撿骨：指未經地上寶物持有者同意將寶物撿走。
- ：指在遊戲對話頻道中多次重複相同之對話內容，或持續以無意義的單字、符號大量佔滿遊戲對話頻道，妨礙其他玩家使用或接收對話頻道訊息。
- 隨意PK：指亂PK新手導致對方練不起來或趁人掛機不注意偷襲他人而竊取噴出的裝備，也有跟人聊天聊一聊就亂打的人。